# 阿森斯 (阿肯色州)
阿森斯（英語：Athens）是位於美國阿肯色州霍華德縣的一個非建制地區。該地的面積和人口皆未知。

## 地理
阿森斯的座標為34°18′52″N 93°58′37″W / 34.31444°N 93.97694°W，而該地的平均海拔高度為米（即英尺）。